# Majlisi-Uns
Majlisi-Uns (en azerí: Məclisi-Üns və ya Dostluq məclisi) fue un grupo literario de la ciudad de Shusha en siglo XIX.

## Historia
Majlisi-Uns fue creado en 1864 en Shusha por los poetas Mirza Rahim Fana y Haji Abbas Agah. En 1872 el grupo literario estaba encabezado por Khurshidbanu Natavan y Majlisi-Uns se trasladó de la casa de Haji Abbas Agah al palacio de la hija del kan. Los miembros habituales del grupo fueron Khurshidbanu Natavan, Mirza Rahim Fana, Haji Abbas Agah, Mirza Alasgar Novras, Mirza Hasan Yuzbashov, Iskender bey Rustambeyov, Mirza Sadig Piran, Bakhish bey Sabur, Ismail bey Daruge, Meshedi Nasir Lovhi.
Majlisi-Uns fue la escuela de poesía y arte. En este grupo se discutieron las obras de los clásicos azerbaiyanos y orientales, los poemas de los participantes en el Majlis. Majlisi-Uns funcionó hasta 1897.

## Literatura
- Мәҹлиси-үнс (en azerí) VI. Bakú: Enciclopedia Soviética Azerbayana. 1982. p. 545.